# Château de Felsenburg (Berne)
Le château de Felsenburg, également appelé en allemand Untertorturm, est un château fort surmonté d'un donjon situé dans la ville suisse de Berne.

## Histoire
Le château a été construit probablement entre 1260 - 1270, soit peu après l'achèvement du premier pont de l'Untertor voisin qui permettait de relier la vieille ville de Berne à la rive est de l'Aar. Il était alors inclut dans le système de défense de la ville et protégeait le côté est du pont, alors que la tour était ouverte du côté arrière, en direction de la tour.
L'ensemble est mentionné par écrit pour la première fois en 1335. La tour a été complètement rénovée en 1583 ; pendant cette rénovation, le côté ouvert a été également fermé alors que le blason de la ville de Berne était peint sur l'extérieur de l'édifice. Entre 1625 et 1630, la porte a été fortifiée, le pont a été déplacé vers le nord et un nouveau pont a été construit au-dessus des douves alors qu'un bastion est ajouté à l'ensemble. Une nouvelle rénovation se déroule entre 1760 et 1761 : l'arche de la porte est reconstruite et les façades de la tour sont complètement rafraîchies. En 1783, un nouveau pont de pierre est construit au-dessus des douves qui sont finalement comblées par des rochers entre 1820 et 1821.
En 1862, le château est vendu a un privé qui le transforme, en moins de 2 ans, en résidence ; un escalier est ainsi ajouté sur la façade nord-est alors que la porte en arche de 1761 est démolie.
Depuis, l'ensemble formé par le pont de l'Untertor et la tour est inscrit comme bien culturel d'importance nationale.

## Sources
- (en) Cet article est partiellement ou en totalité issu de l’article de Wikipédia en anglais intitulé « Felsenburg (Bern) » (voir la liste des auteurs).